# Crnatovo (Leposavić)
Pour l’article homonyme, voir Crnatovo.
Crnatovo en serbe latin et Crnatovë en albanais (en serbe cyrillique : Црнатово) est une localité du Kosovo située dans la commune/municipalité de Leposavić/Leposaviq, district de Mitrovicë/Kosovska Mitrovica. Selon des estimations de 2009 comptabilisées pour le recensement kosovar de 2011, elle compte 108 habitants, dont une majorité de Serbes.

## Géographie
Crnatovo/Crnatovë est situé à 16 km au nord de Leposavić/Leposaviq, sur les pentes des monts Kopaonik.

## Démographie

### Évolution historique de la population dans la localité
| 1948 | 1953 | 1961 | 1971 | 1981 | 1991 | 2009 |
| ---- | ---- | ---- | ---- | ---- | ---- | ---- |
| 196  | 229  | 279  | 278  | 221  | 178  | 108  |

|  |